# كريستيان ياكوبسن
كريستيان ياكوبسن (بالدنماركية: Christian Jakobsen)‏ (27 مارس 1993 بالدنمارك - ) هو لاعب كرة قدم دانمركي في مركز الوسط. لعب مع فيدوفري ونادي بروندبي وFC Roskilde ‏.

## وصلات خارجية
- كريستيان ياكوبسن على موقع قاعدة بيانات كرة القدم.إي يو (الإنجليزية)
- كريستيان ياكوبسن على موقع Soccerway.com (الإنجليزية)
- كريستيان ياكوبسن على موقع عالم كرة القدم.نت (الإنجليزية)